# Litewski Związek Socjaldemokratów
Litewski Związek Socjaldemokratów (lit. Lietuvos socialdemokratų sąjunga, LSDS) – litewska partia polityczna o profilu socjaldemokratycznym, działająca od 1999 do 2014, do 2003 pod nazwą "Socjaldemokracja 2000".

## Historia
Powstanie ugrupowania zainicjowała w grudniu 1999 grupa działaczy Litewskiej Partii Socjaldemokratycznej, sprzeciwiających się coraz bliższej współpracy ich partii z postkomunistyczną Demokratyczną Partią Pracy. Do nowej formacji, nazwanej "Socjaldemokracja 2000" (lit. Socialdemokratija 2000), przystąpiło ostatecznie m.in. pięciu posłów LSDP, tworząc w Sejmie odrębną frakcję.
W 2000 partia zajęła ostatnie miejsce w wyborach parlamentarnych, otrzymując 0,49% głosów i nie zdobywając żadnych mandatów. W 2003 ugrupowanie opuścił jego lider, były deputowany Rimantas Dagys, który odszedł do Związku Ojczyzny. Na czele socjaldemokratów stanął inny były poseł (Arvydas Akstinavičius), pod koniec tego samego roku partia zmieniła nazwę na Litewski Związek Socjaldemokratów. W wyborach w 2004 LSDS uzyskał 0,33% głosów i ponownie nie wprowadził żadnych swoich przedstawicieli do Sejmu nowej kadencji. W wyborach samorządowych w 2007 socjaldemokraci zdobyli w skali kraju 6 mandatów. W wyborach parlamentarnych w 2008 partia uzyskała poniżej 1% głosów i pozostała poza parlamentem. Trzy lata później wprowadziła ponownie 6 swoich radnych. W 2012 w wyborach do Sejmu partia uczestniczyła w ramach koalicji Za Litwę na Litwie, która nie przekroczyła 1% głosów i nie uzyskała żadnych mandatów. W 2014 socjaldemokraci zakończyli swoją działalność.